# Finanza di progetto
Nel project management la finanza di progetto (in inglese: project financing) è un'operazione di tecnica di finanziamento a lungo termine di un progetto in cui il ristoro del finanziamento stesso è garantito dai flussi di cassa previsti dalla attività di gestione o esercizio dell'opera stessa. I progetti riguardano le opere pubbliche o di pubblica utilità.

## Descrizione
Il coinvolgimento dei soggetti privati nella realizzazione, nella gestione e soprattutto nell'accollo totale o parziale dei costi di opere pubbliche, o opere di pubblica utilità, in vista di entrate economiche future rappresenta la caratteristica principale del project financing.

### Attori coinvolti
Tra gli attori nel progetto si annoverano:
- Soggetto promotore: colui che dà forma all'idea e la guida nel percorso di formulazione fino a diventare progetto. Vi possono essere anche più promotori (come avviene solitamente).
- Soggetto sviluppatore: scelto tra i promotori, cura le analisi di primo livello sulla fattibilità del progetto. Predisporrà una pianificazione delle attività scandendo i tempi ed evidenziando le criticità e redigendo il budget dei costi di sviluppo.
- Soggetto finanziatore: è il soggetto prestatore dei fondi del progetto, che ha il compito di reperire le risorse utili per la copertura del fabbisogno finanziario del progetto.
- Consulente finanziario: il compito di predisporre e strutturare il Modello Economico Finanziario, di interloquire con gli investitori e con il soggetto concedente.
- Società di progetto: alla quale viene assegnato il compito dell'esecuzione del progetto.

### Società di progetto
Attraverso la creazione di una società di progetto (anche una società di trasformazione urbana, meglio nota in inglese come Special Purpose Vehicle, SPV) si opera la separazione giuridica e finanziaria del progetto dai partner. Inoltre la partecipazione di più soggetti consente un'allocazione dei rischi verso i soci bilanciando in modo ottimale i rischi trasferiti all'operatore privato e il costo del trasferimento a carico dell'amministrazione pubblica. La "società di progetto" o "concessionario", è il soggetto giuridico costituito allo scopo che permette di mantenere separati i capitali destinati al progetto da quelli dei soggetti proponenti l'iniziativa d'investimento (i cosiddetti "promotori").

## In Italia
In Italia, la finanza di progetto ha trovato spazio prevalentemente nella realizzazione di opere di pubblica utilità. In questa configurazione di project financing i soggetti promotori propongono alla Pubblica amministrazione, la "proposta" di finanziare, eseguire e gestire un'opera pubblica, il cui progetto è stato già approvato, o sarà approvato, in cambio degli utili che deriveranno dai flussi di cassa (cash flow) generati per l'appunto da un'efficiente gestione dell'opera stessa. È stata istituita nel 1999 nel ministero dell'Economia l'unità operativa italiana per la finanza di progetto: Unità Tecnica Finanza di Progetto (UTFP).
Con la riforma del 2008, si permette di coinvolgere un privato in un progetto di pubblica utilità, offrendo una soluzione al deficit infrastrutturale attraverso l'impiego di risorse disponibili nel mercato dei capitali.

### Fonti normative
[N.B. voce da aggiornare al Dlgs 36/2023,  nuovo codice appalti]
In Italia possiamo parlare di una impostazione diversa da quella classica del project financing. In altri termini mentre la impostazione classica incardina l'operazione di PF su un'equa ripartizione del rischio tra il soggetto promotore (quota di equity o capitale di rischio) e le banche (quota di debt o prestito obbligazionario), in Italia il rischio viene prevalentemente assunto dal soggetto promotore. Questo spiega lo scarso successo in Italia del PF, nonostante la copiosa normativa che procedura la realizzazione delle opere pubbliche.
Il Codice dei contratti pubblici (decreto legislativo n. 163 del 2006, in vigore dal 1º luglio 2006), ha riunito in un unico corpo le disposizioni sulla contrattazione pubblica e, negli articoli da 153 a 160 ha riscritto la disciplina nazionale del project financing, abrogando tutte le leggi precedenti.
Ad oggi che il codice dei contratti pubblici è stato abrogato e sostituito dal D. Lgs. 50 del 2016, la normativa di riferimento è quella indicata nell'art. 183 del medesimo decreto legislativo. In merito all'antiriciclaggio, l'art. 80 prevede l'esclusione degli operatori economici che abbiano una sentenza di condanna passata in giudicato, senza ulteriori misure preventive e cautelative ad esempio rispetto ai giudizi pendenti. I requisiti di merito erano valutati in sede di offerta allorché la norma imponeva una composizione nota e stabile nel tempo dell'assetto proprietario della società di progetto, escludendo ad esempio le società rappresentate da fiduciari non designati per legge dello Stato italiano ovvero dai suoi organismi giurisdizionali.

### Procedura di finanziamento
La normativa vigente sopra richiamata non fornisce una disciplina generale sul procedimento per effettuare operazioni in regime di finanza di progetto. Tale procedimento presenta delle peculiarità dovute al fatto che la finanza di progetto è uno strumento regolato essenzialmente dall'autonomia privata ma è finalizzato alla realizzazione di opere pubbliche.
L'individuazione delle varie fasi della procedura è frutto dell'opera di giuristi e della giurisprudenza soprattutto del Consiglio di Stato. In proposito, si segnalano, ex multis due pronunce, entrambe della V Sezione del Supremo Consenso amministrativo, che si occupano proprio dell'inquadramento giuridico dell'istituto in esame: una del 2004 ed un'altra del 2005.
La procedura prevede in sintesi tre fasi: progettazione, costruzione e gestione.

#### Fase preliminare
Le amministrazioni (statali e non statali) devono pubblicare periodicamente, in occasione della programmazione triennale, un avviso che indichi quali opere pubbliche programmate sono realizzabili con capitali privati, in quanto suscettibili di gestione economica.
In questa fase, quindi, si evidenziano quali opere pubbliche potranno essere realizzate con risorse totalmente o parzialmente a carico dei promotori.
Entro il 30 giugno di ogni anno, i soggetti «promotori» presentano alle amministrazioni aggiudicatrici proposte relative alla realizzazione di lavori pubblici o di lavori di pubblica utilità inseriti nella programmazione triennale, ovvero negli strumenti di programmazione formalmente approvati dall'amministrazione aggiudicatrice sulla base della normativa vigente, tramite contratti di concessione.
L'Amministrazione ha poi quattro mesi di tempo per effettuare una valutazione di fattibilità della proposta, tenendo conto della qualità dell'opera, dei tempi di realizzazione, e delle tariffe che applicherà il soggetto aggiudicatario per la gestione dell'opera stessa; la legge prevede anche il potere dell'Amministrazione di concordare col promotore modifiche alla proposta, per mantenere l'equilibrio economico-finanziario della programmazione triennale.

#### Fase di gara
Una volta valutate le proposte pervenute e redatto il progetto definitivo, l'Amministrazione individua i soggetti competitori con il promotore attraverso una gara ad evidenza pubblica (normalmente trattasi di licitazione privata) per scegliere le due migliori offerte, ponendo a base d'asta il progetto presentato dal promotore ed esaminando tutte le offerte pervenute e comparandole con la proposta del promotore. Al termine di tale fase, l'Amministrazione intraprende una procedura negoziata tra il promotore e i due competitori risultati vincitori della gara; si giunge così alla scelta dell'aggiudicatario, secondo il criterio dell'offerta economicamente più vantaggiosa. Tuttavia, v'è da precisare che la legge n. 166/2002 ha riconosciuto in favore del soggetto promotore una sorta di diritto di prelazione sull'aggiudicazione della procedura: in pratica, se all'esito della procedura negoziata un soggetto competitore dovesse presentare un'offerta migliore di quella del promotore, quest'ultimo potrà sempre adeguare la propria proposta a quella (dell'altro soggetto) ritenuta più conveniente dall'Amministrazione, aggiudicandosi così in ogni caso il project financing.

### Fase di costruzione e gestione
Il bando di gara per l'affidamento di una concessione per project financing deve prevedere la facoltà dell'aggiudicatario della concessione di costituire una società di progetto in forma di società per azioni o a responsabilità limitata, anche consortile. La società di progetto, al di fuori di meccanismi di approvazione o autorizzazione, diventa a tutti gli effetti concessionaria, subentrando nel rapporto di concessione dell'aggiudicatario. Questa è un'importante anomalia rispetto al PF classico. Nel PF classico, la società di progetto non ha un bilancio proprio, ma il suo bilancio deriva solo dai propri costi e dai cash flow del progetto.
La durata della concessione deve remunerare la quota di capitale privato investita, dei canoni di concessione allo Stato, e di un'adeguata redditività.

### Gestione e proprietà dell'opera pubblica
La proprietà dell'opera realizzata, di regola (ma non sempre) è dell'ente pubblico. La normativa in vigore prevede una separazione fra proprietà e gestione, ma la proprietà pubblica può essere successivamente privatizzata, in particolare attraverso la vendita allo stesso concessionario che già ne detiene la gestione.
Ogni anno, il privato paga un canone di concessione (in percentuale sul fatturato) al proprietario dell'opera.
Il tempo di concessione inizia a decorrere dalla data prevista nel progetto per la conclusione dei lavori. In caso di ritardi, si riduce il tempo di ripagamento (pay-back) dell'investimento e la probabilità di recupero dei costi e di ritorno economico. Ciò dovrebbe spingere il privato a una stima plausibile di tempi e costi in fase progettuale (senza significativi ritocchi-moltiplicazioni successive) e a concludere poi i lavori nel rispetto degli oneri e delle scadenze calcolate.
Scaduta la concessione, l'ente pubblico può assumere la gestione diretta dell'opera o indire un'altra gara d'appalto per rinnovare la concessione, oppure trasferire la proprietà al concessionario tramite appunto privatizzazione.